# 夏尔·米歇尔站

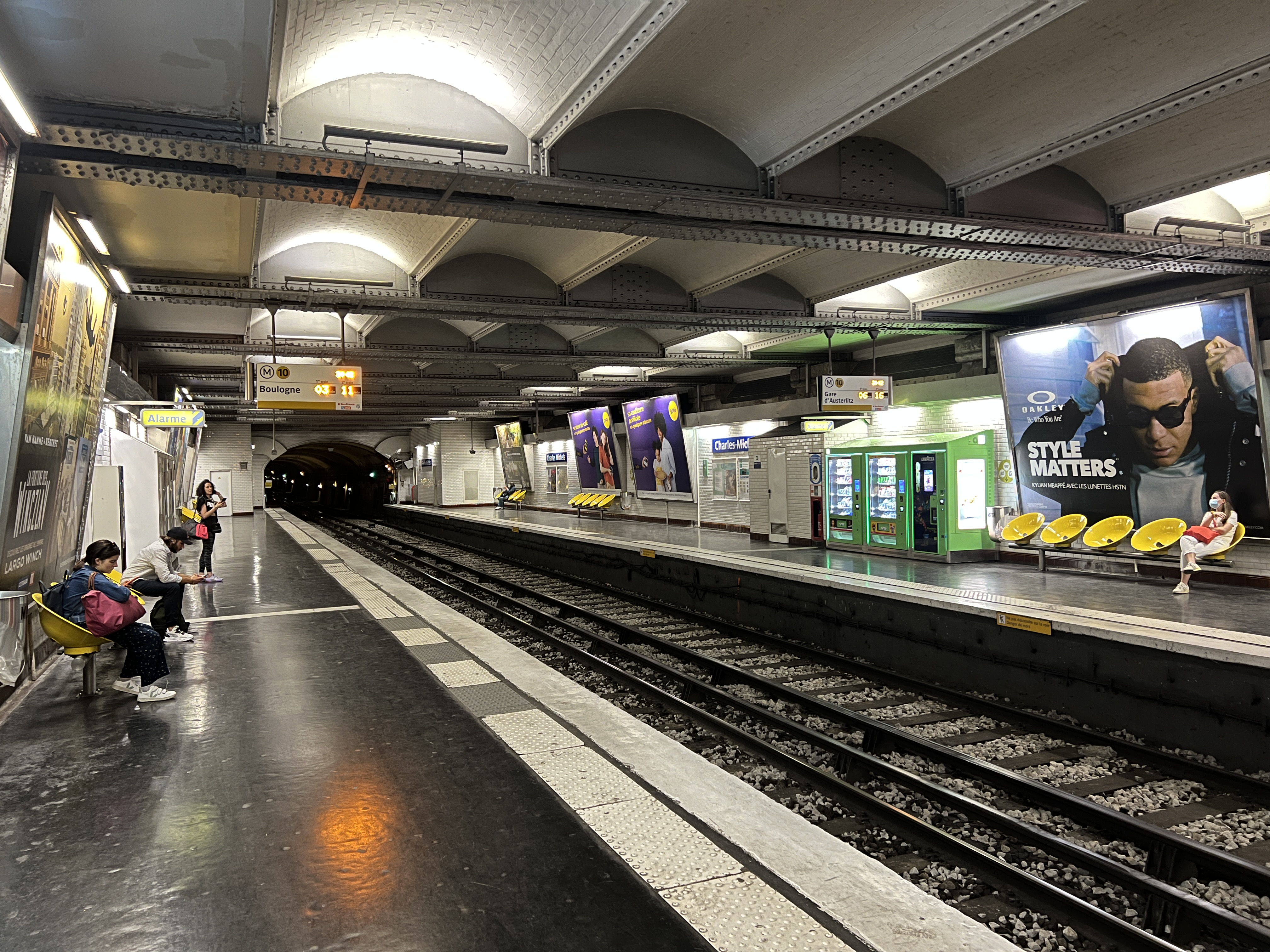
月台（2022年7月）

夏尔·米歇尔站（法語：Charles Michels）是法国巴黎地铁10号线的一个车站，位于巴黎十五区。8号线车站于1913年7月13日启用，于1937年7月27日随8号线部分路段一同转为10号线。站名来自第二次世界大战期间在附近被纳粹德国枪杀的十五区议员夏尔·米歇尔。

## 車站結構
| 街道層 | 街道層             | 出口                                      |
| 月台   | 側式月台，右側開門 | 側式月台，右側開門                        |
| 月台   | 西行               | 往布洛涅-聖克盧橋（雅韦勒-安德烈·雪铁龙） |
| 月台   | 東行               | 往奧斯特利茨（埃米爾·左拉大街）           |
| 月台   | 側式月台，右側開門 |                                           |